# Dzharkenita
A dzharkenita é um mineral da classe dos sulfetos, que pertence ao grupo da pirita. Recebe o nome da localidade tipo, a depressão de Dzharkenskaya, ao Cazaquistão.

## Características
A dzharkenita é um elemento químico de fórmula química FeSe2. Cristaliza no sistema isométrico. A sua dureza à escala de Mohs é 5.